# Касаткин (хутор)
Касаткин — хутор в Шовгеновском муниуипальном районе Республики Адыгея России. Входит в состав Дукмасовского сельского поселения.

## Население
| 2002 | 2010 | 2013 | 2014 | 2015 | 2016 | 2017 |
| ---- | ---- | ---- | ---- | ---- | ---- | ---- |
| 130  | ↗144 | ↗149 | ↗153 | ↘146 | ↘142 | ↘137 |
| 2018 | 2019 | 2020 | 2021 | 2023 | 2024 |      |
| ↘135 | ↘128 | ↘125 | ↗149 | ↗152 | ↘148 |      |

## Улицы
- Победы,
- Чехова.